# Airai (stan)
Airai (jap. アイライ州) – jeden z 16 okręgów na Palau. Stolicą okręgu jest miasto Ngetkib. Stan Airai zamieszkuje 2455 osób (stan na 2015 r.), który jest tym samym drugim najbardziej zaludnionym okręgiem w Republice Palau, a na wyspie Babeldaob ma największą liczbę mieszkańców. Przez Arai płynie rzeka Ngerikiil.

## Ogólna charakterystyka
Okręg Airai (i dwa inne: Ngiwal, Melekeok) charakteryzuje stosunkowo wysoki potencjał gospodarczy oraz brak przeludnienia, co wywarło niewielki wpływ na okoliczną przyrodę ze strony działalności ludzkiej, w tym na przybrzeżne zasoby morskie. Jednak budowa w regionie dróg oraz zmiany klimatyczne doprowadziły do zniszczenia raf koralowych, a także do zauważalnego zmniejszenia zasobów morskich.
W okręgu Airai, spośród wszystkich mieszkańców (ok. 5000) największej w archipelagu wyspy Babeldaob, w 2015 roku mieszkało 2455 osób.

## Transport
W stanie Airai znajduje się międzynarodowy port lotniczy Koror. Z wyspą Koror stan Airai (tym samym wyspa Babeldaob) połączony jest mostem drogowym. Do pozostałej części wyspy Babeldaob z Airai można podróżować korzystając z Compact Road. Dzięki tej rozbudowanej sieci komunikacyjnej stan Airai jest kluczowym węzłem transportowym w Palau.

## Miejscowości
W okręgu Arai znajdują się miejscowości:
- Ordomel
- Ngerusar
- Ngeruluobel
- Ngetkib
- Oikull
- Ngchesechang

## Polityka
Airai, tak jak pozostałe okręgi Palau, ma wysoki poziom autonomii administracyjnej i jest lokalnym organem ustawodawczym.
W lutym 1990 roku podpisano konstytucję stanu Airai, która weszła w życie niespełna dwa miesiące później.

## Obszary chronione
| Nazwa                                  | Rok  | Powierzchnia | Bioróżnorodność                                   | Źr.   |
| -------------------------------------- | ---- | ------------ | ------------------------------------------------- | ----- |
| Ngcheschang Mangrove Conservation Area | 1994 | 0,97 km²     | namorzyny                                         | [ 3 ] |
| Oikull Mangrove Conservation Area      | 2002 | 0,78 km²     | namorzyny                                         | [ 3 ] |
| Airai Reef Conservation Area           | 2005 | –            | namorzyny, skupisko trawy morskiej, rafa koralowa | [ 3 ] |
| Ngeream Conservation Area              | 1997 | 1,64 km²     | namorzyny                                         | [ 3 ] |

## Flaga
Flaga stanu Airai przedstawia sześć chimer i liście herbaty chińskiej, wokół których znajduje się sześć gwiazdek reprezentujących sześć miejscowości w stanie. Projekt flagi nawiązuje do historii tego regionu – obfitych połowów ryb i sprowadzenia do Airai herbaty chińskiej oraz do dobrobytu, jaki sadzenie tam drzewek tej rośliny przyniosło temu regionowi. Białe tło koła na fladze symbolizuje pokój – bieżący i przyszły. Ta flaga uosabia również wczesne ideały związane z morskimi obszarami chronionymi (MPA).